# Yvo Calleros
Yvo Nahuel Calleros Rébori (Nueva Palmira, Uruguay; 14 de marzo de 1998) es un futbolista uruguayo. Juega de defensa y su equipo actual es el Plaza Colonia de la Primera División de Uruguay.

## Trayectoria
Formado como futbolista en Plaza Colonia, fue promovido al primer equipo en 2018.
En marzo de 2022, fue cedido al The Strongest de Bolivia por tres meses, donde solo jugó encuentros internacionales..
En agosto de 2023, Calleros fue cedido por 18 meses al Club Atlético Banfield de la Primera División de Argentina..

## Estadísticas
Actualizado al último partido disputado el 18 de febrero de 2024.
| Club                    | Div.          | Temporada     | Liga  | Liga  | Copas nacionales | Copas nacionales | Copas internacionales | Copas internacionales | Total | Total |
| Club                    | Div.          | Temporada     | Part. | Goles | Part.            | Goles            | Part.                 | Goles                 | Part. | Goles |
| ----------------------- | ------------- | ------------- | ----- | ----- | ---------------- | ---------------- | --------------------- | --------------------- | ----- | ----- |
| Plaza Colonia · Uruguay | 2.ª           | 2018          | 13    | 0     | 0                | 0                | —                     | —                     | 13    | 0     |
| Plaza Colonia · Uruguay | 1.ª           | 2019          | 31    | 0     | 0                | 0                | —                     | —                     | 31    | 0     |
| Plaza Colonia · Uruguay | 1.ª           | 2020          | 31    | 0     | 0                | 0                | 4                     | 0                     | 35    | 0     |
| Plaza Colonia · Uruguay | 1.ª           | 2021          | 30    | 2     | 0                | 0                | —                     | —                     | 30    | 2     |
| Plaza Colonia · Uruguay | 1.ª           | 2022          | 19    | 0     | 1                | 0                | 2                     | 0                     | 22    | 0     |
| Plaza Colonia · Uruguay | 1.ª           | 2023          | 23    | 0     | 0                | 0                | —                     | —                     | 23    | 0     |
| Plaza Colonia · Uruguay | Total club    | Total club    | 147   | 2     | 1                | 0                | 6                     | 0                     | 154   | 2     |
| The Strongest · Bolivia | 1.ª           | 2022          | —     | —     | —                | —                | 7                     | 0                     | 7     | 0     |
| The Strongest · Bolivia | Total club    | Total club    | 0     | 0     | 0                | 0                | 7                     | 0                     | 7     | 0     |
| Banfield Argentina      | 1.ª           | 2023          | 9     | 0     | 0                | 0                | —                     | —                     | 9     | 0     |
| Banfield Argentina      | 1.ª           | 2024          | 6     | 0     | 0                | 0                | —                     | —                     | 6     | 0     |
| Banfield Argentina      | Total club    | Total club    | 15    | 0     | 0                | 0                | 0                     | 0                     | 15    | 0     |
| Total carrera           | Total carrera | Total carrera | 162   | 2     | 1                | 0                | 13                    | 0                     | 176   | 2     |